# Walter Jacobi
Walter Jacobi (2. července 1909 – 3. května 1947) byl německý právník, důstojník SS a válečný zločinec, který dosáhl hodnosti SS-Obersturmbannführer (podplukovník). Neblaze známým je díky své službě u vedoucí úřadovny SD v Praze.

## Mládí a počátky kariéry
Walter Jacobi se narodil 2. července roku 1909 v bavorském městě Mnichov jako syn místního knihkupce. Po absolvování klasického gymnázia nastoupil na právnickou fakultu na univerzitě v Tübingenu a poté i na Univerzitu Martina Luthera v Halle. Již během studií vstoupil do německé NSDAP a v dalším roce do jednotek SA.

Po dokončení studií nastoupil roku 1935 do služby u soudu a zároveň k SD (bezpečnostní službě). Dne 2. srpna stejného roku byl přeřazen od SA k SS a jeho služba u SD začala na úseku kultury. Odsud ovšem odešel zpět do justice poté, co se neshodl s šéfem hlavní kanceláře pro etnické Němce (Hauptamt Volksdeutsche Mittelstelle) SS-Obergruppenführerem Wernerem Lorenzem.

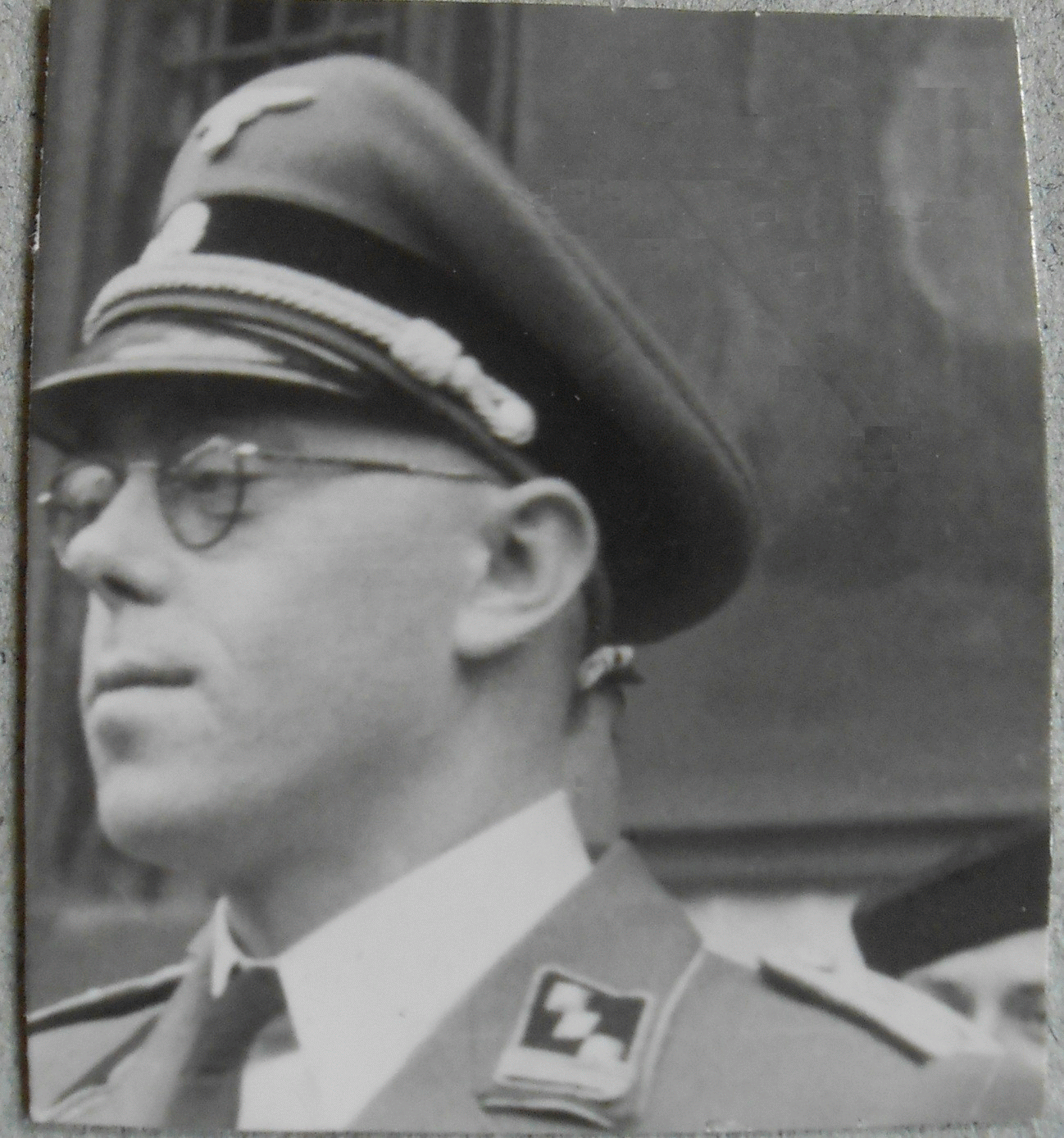
Dr. Walter Jacobi v hodnosti SS-Hauptsturmführera (prosinec 1939 – jaro 1942)

## Období druhé světové války
Poté, co bylo Rakousko v roce 1938 připojeno k Německé říši, byl Jacobi povolán zpět ke službě u SD a byl zařazen na centrálu (Zentralabteilung II) v Berlíně, kde měl na starosti problematiku sudetských Němců. Stal se tak specialistou na otázky týkající se Československa. Z centrály však za nedlouhlo opět odešel, a to kvůli rozporům s SS-Brigadeführerem dr. Franzem Sixem. Jeho útočištěm se tak stalo opět místo v justici.
Po obsazení Čech a Moravy Německem se vrátil zpět k SD a jeho působištěm se stala Praha, kde od 20. března roku 1939 působil jako referent vedoucího úseku SD. Poté, co byl SS-Standartenführerem Horstem Böhmem převelen, stal se novým velitelem úřadovny SD v Praze. Dne 2. listopadu roku 1940 se oženil.
Do povědomí československého lidu se dostal tím, když nechal na podzim roku 1939 chladnokrevně určit vysokoškoláky a jiné funkcionáře, kteří budou popraveni. Jeho nevědomost o problému týkajícího se vysokých škol pro něj nehrála žádnou roli. Stejně tak v období obou stanných práv dával okamžité příkazy k popravám Němcům nepohodlných osob. Svou roli sehrál i při vyhlazení obce Lidice u Kladna, na kterém nesl svoji vinu.
Za své zločiny byl po válce dne 3. května roku 1947 popraven v Praze.

## Filmové ztvárnění
Walter Jacobi byl ztvárněn německým hercem Wolfem Goettem ve filmu Atentát režiséra Jiřího Sequense z roku 1964.